# Mike Browning
Mike Browning est un batteur et chanteur de death metal américain né en 1964.

## Biographie
Il crée le groupe Morbid Angel en 1983 avec le guitariste Trey Azagthoth. En 1986, il enregistre, avec Morbid Angel, l'album Abominations of Desolation puis quitte le groupe.
Il joue, de 1986 à 1989, au sein d'Incubus avec Sterling Von Scarborough (ex-Morbid Angel) et le guitariste Gino Marino et enregistre un E.P avant la séparation. 
Il monte son groupe, Nocturnus, en 1987 au sein duquel il tient le chant et la batterie puis le quitte en 1992. 
Il est membre d'Acheron de 1992 à 1994 et fait son retour en 2002, avec son nouveau groupe, After Death.

## Discographie

### Avec Morbid Angel
- Abominations of Desolation (1986)

### Avec Incubus
- Incubus (E.P) (1989)

### Avec Nocturnus
- The Key (1990)
- Thresholds (1992)

### Avec Acheron
- Lex Talionis (1994)
- Hail Victory (1995)

### Avec Lethal Prayer
- Evil Filth (demo) (1994)

### Avec After Death
- Retronomicon (2007)
- Dwellers of the Deep / The Madness from the Sea (split) (2012)